# Condado de Calhoun (Mississippi)
O Condado de Calhoun é um dos 82 condados do estado norte-americano do Mississippi. A sede de condado é Pittsboro que é também a sua maior cidade.
O condado tem uma área de 1523 km² (dos quais 3 km² estão cobertos por água), uma população de 15 069 habitantes, e uma densidade populacional de 33 hab/km² (segundo o censo nacional de 2000). O condado foi fundado em 1852 e recebeu o seu nome em homenagem a John Caldwell Calhoun (1783-1850), que foi Vice-presidente dos Estados Unidos.